# Litsea acutifolia
Litsea acutifolia är en lagerväxtart som först beskrevs av Liou Ho, och fick sitt nu gällande namn av Kostermans. Litsea acutifolia ingår i släktet Litsea och familjen lagerväxter. Inga underarter finns listade i Catalogue of Life.